# Massaker von Farneta

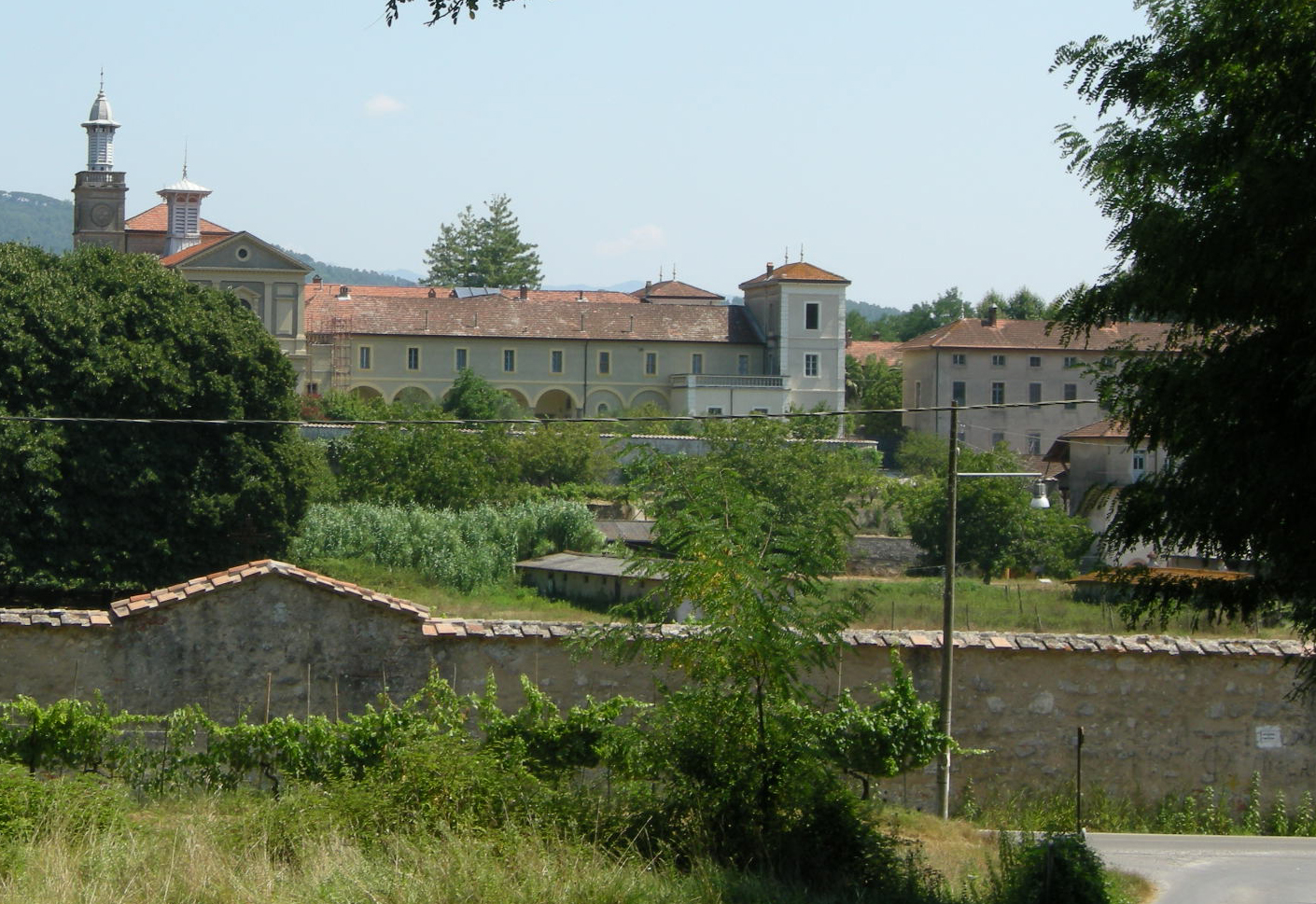
Das Kartäuserkloster Farneta

Das Massaker von Farneta (ital. strage bzw. eccidio di Farneta) begann am 1. September 1944 kurz vor Mitternacht mit einer Razzia im Kartäuserkloster Farneta (ital. Certosa di Farneta) durch Angehörige der 16. SS-Panzergrenadier-Division „Reichsführer SS“.
Es kam zu zahlreichen Verhaftungen und Geiselnahmen. Geiseln wurden in den Folgetagen an Orte von Partisanenangriffen verbracht und dort zur „Vergeltung“ oft grausam ermordet. Nach Schätzungen handelte es sich insgesamt um etwa 100 Zivilisten. Die mangelhafte juristische Aufarbeitung wird sowohl in Italien als auch in Deutschland und Österreich als Skandal wahrgenommen.

## Vorgeschichte
Als die 16. SS-Panzergrenadier-Division sich um den 20. Juli 1944 nach schwersten Verlusten auf das Nordufer des Arno, auf die so genannte „Arnolinie“ absetzen konnte, flauten zwar die Kämpfe bis gegen Ende August 1944 ab, setzte aber im rückwärtigen Gebiet der Division durch deren Angehörige eine Eskalation der Gewalt gegen die Zivilbevölkerung ein.:211 Das Kloster lag im Einsatzgebiet der Division.:211 Gegen Ende August 1944 nahmen die personell und materiell überlegenen alliierten Streitkräfte ihre Offensive wieder auf. Pisa wurde am 2. und Lucca am 5. September 1943 befreit. Die Division musste sich auf die Gotenlinie zurückziehen.

## Kartäuserkloster Farneta
Das Kartäuserkloster befindet sich im Gemeindegebiet der Stadt Lucca nahe dem Ortsteil Maggiano, in der Provinz Lucca, etwa 10 Kilometer westlich des Stadtzentrums von Lucca und 15 Kilometer nördlich von Pisa in der Region Toskana in Italien.
Beim Absetzen von der seitherigen Front am Arno, führte der SS-Untersturmführer und Kompanieführer Hermann Langer die von SS-Sturmbannführer Helmut Looß geplante Razzia durch. In dem Kloster hatten zahlreiche Juden, Funktionäre der Italienischen Sozialrepublik (RSI) und Zivilisten Schutz gesucht. Die SS umstellte das Klostergebäude und nahm Dutzende von Zivilisten, Mönche und auch den Polizeipräsidenten von Livorno als Geiseln. Die Festgenommenen wurden in die als Gefängnis und Durchgangslager genutzten Nebengebäude der „Villa Graziani“ (auch „Villa Montecatini“ genannt) in Nocchi gebracht, wo sie Folterungen und Misshandlungen ausgesetzt waren. Die benachbarte „Villa Contesso“ (2024 nun als „Villa Camelie“ bezeichnet) und die „Villa Graziani“ waren seit dem 16. Juli 1944 Gefechtsstand und Quartier des Divisionsstabes der 20. Luftwaffen-Felddivision unter Generalmajor Wilhelm Crisolli. Als diese Division Anfang September in den Raum Forlì zur 10. Armee verlegte, übernahm am 31. August 1944 der Divisionsstab der 16. SS-Panzergrenadier-Division mit ihrem Kommandeur Max Simon den Gefechtsstand mit Gefängnis und Durchgangslager. Zahlreiche Inhaftierte wurden von dort zum Zwangsarbeitseinsatz nach Deutschland verschleppt. Diejenigen, die nicht arbeitsfähig waren, wurden zur Vergeltung für Partisanenüberfälle und zur Abschreckung meist am Ort der Überfälle erschossen und ihre Leichen dort zur Schau gestellt.
Am 4. September 1944 beschossen Partisanen im Dorf Pioppetti di Camaiore ein Militärfahrzeug, wobei der SS-Arzt Werner Wild zu Tode kam. Daraufhin wurden im Lager der „Villa Graziani“ 35 Geiseln ausgewählt. Sie wurden nach Camaiore gebracht und auf die gleiche grausame Weise wie schon in Bardine di San Terenzo umgebracht. Sie wurden mit Stacheldraht an Alleebäume gefesselt und durch Schüsse aus Maschinenpistolen getötet. Die SS ließ die Ermordeten an den Bäumen hängen und stellte Schilder auf.
Die noch lebenden weiteren Inhaftierten wurden vor der heranrückenden Front von Nocchi ins Gefängnis nach Massa verlegt. Dort wurden sie in den Massakern von Massa ermordet, darunter 15 Geistliche, von denen zehn aus dem Kloster Farneta stammten, sowie der Bürgermeister von Lucca, der Chefarzt der Psychiatrischen Klinik Lucca, sowie der Polizeipräsident von Livorno.

## Strafverfolgung
Hermann Langer, ein SS-Offizier der Division, wurde im Jahr 2005 von einem italienischen Militärgericht in Rom, nach Vorermittlungen des Militärgerichts in La Spezia im Jahr 2004 – in Abwesenheit – zu lebenslanger Haft verurteilt, lebte zur Zeit des Prozesses unbehelligt als Pensionär in der Nähe von Gießen. Das Urteil konnte nicht vollstreckt werden, da die Bundesrepublik Langer nicht an Italien auslieferte, obwohl ein europäischer Haftbefehl vorlag. Er starb im August 2016 im Alter von 96 Jahren in einem Seniorenheim in Linden bei Gießen.
Helmut Loos tauchte nach dem Kriegsende unter und wurde nie angeklagt.
Der SS-Unterscharführer Eduard Florin, der im Kloster bekannt war und deshalb erreichen konnte, dass die Mönche die Pforten öffneten, wurde im September 1946 in La Spezia vor Gericht gestellt und freigesprochen.

## Gedenken
In Certosa in der Via della Chiesa Sesta erinnert eine Gedenktafel aus Carrara-Marmor an die Opfer des Massakers vom 2. September 1944.